# Rada latinskoamerických biskupských konferencí
Rada latinskoamerických biskupských konferencí (CELAM) je mezinárodní konference biskupů zemí Latinské Ameriky. Její statut potvrdil papež Pius XII. Od května 2011 plní funkci jejího předsedy mexický arcibiskup Carlos Aguiar Retes.
Konference vznikla v roce 1955 během setkání v Rio de Janeiro. Na její druhé generální konferenci v Medellínu vznikl stálý sekretariát, který sídlí v Bogotě v Kolumbii. Plenární setkání předsedů jednotlivých biskupských konferencí se koná jednou za čtyři roky, kdy se rovněž volí nový předseda.
Dvakrát v historii se tohoto plenárního setkání zúčastnili papežové - Jan Pavel II. v roce 1979 v Pueblu a Benedikt XVI. v roce 2007 v Aparecidě.

## Současné vedení
- Předseda - Carlos Aguiar Retes
- Místopředseda - Rubén Salazar Gómez
- II. místopředseda - Dimas Lara Barbosa
- Generální sekretář - Santiago Silva Retamales

## Dosavadní předsedové
- Miguel Dario Miranda Gomez (1957 - 1963)
- Manuel Larraín Errázuriz (1963 - 1966)
- Avelar Brandão Vilela (1966 - 1972)
- Eduardo Francisco Pironio (1972 - 1975)
- Aloísio Lorscheider (1975 - 1979)
- Alfonso López Trujillo (1979 - 1983)
- Antonio Quarracino (1983 - 1987)
- Darío Castrillón Hoyos (1987 - 1991)
- Nicolás de Jesús López Rodríguez (1991 - 1995)
- Óscar Andrés Rodríguez Maradiaga (1995 - 1999)
- Jorge Enrique Jiménez Carvajal (1999 - 2003)
- Francisco Javier Errázuriz Ossa (2003 - 2007)
- Raymundo Damasceno Assis (2007 - 2011)
- Carlos Aguiar Retes (2011 - 2015)
- Rubén Salazar Gómez (2015 - 2019)
- Héctor Miguel Cabrejos Vidarte, O.F.M., od 2019